# Ścieżków Groń
Ścieżków Groń, Ścieszków Groń lub Łysina – szczyt w Paśmie Łysiny w Beskidzie Małym. Znajduje się pomiędzy Gugów Groniem (759 m) a Zamczyskami (ok. 740 m), oddzielona od nich przełęczą Pod Łysiną (ok. 720 m). Północne stoki opadają do doliny potoku Kocierzanka i wsi Kocierz Rychwałdzki, zaś południowe ku dolinie Łękawki.

## Nazewnictwo
Pierwotna nazwa tego szczytu to Łysina. Taką nazwę podaje już Andrzej Komoniecki w swoim „Dziejopisie żywieckim”. Tak też szczyt ten do tej pory nazywany jest przez miejscową ludność i od niego pochodzi nazwa całego pasma – Pasmo Łysiny. Na mapach austriackich, a później również polskich, pojawiła się nazwa Ściszków Groń. Pochodzi ona od występującego w inwentarzach dóbr ślemieńskich nazwiska Ścieszka. Ostatnio na niektórych mapach PPWK zmieniono ją na Ścieszków Groń. Państwowa Komisja Nazewnictwa bezpodstawnie zmieniła jeszcze raz tę nazwę na Ścieżków Groń, co jest błędem, gdyż nazwisko Ścieszka nie pisze się przez ż. Na mapie Geoportalu bazującej na państwowym rejestrze nazw geograficznych jest nazwa Ścieżków Groń. Miejscowa ludność używa nazwy Łysina, na mapie Compassu są podane alternatywnie dwie nazwy: Łysina i Ścieszków Groń.

## Opis szczytu
Sam wierzchołek Łysiny porasta las, ale bezleśna jest duża część grzbietu po jego wschodniej stronie, fragment stoków północnych oraz duża część stoków południowych. Są to pola uprawne wsi Łysina w województwie śląskim, w powiecie żywieckim, w gminie Łękawica. Na sam grzbiet prowadzi tutaj asfaltowa droga odgałęziająca się w Okrajniku od drogi wojewódzkiej nr 946. Dzięki rozległym łąkom i polom z grzbietu po wschodniej stronie szczytu Łysiny roztaczają się szerokie panoramy widokowe. Na południową stronę widoki obejmują Babią Górę, Pasmo Jałowieckie, cały Beskid Żywiecki, a przy dobrej widoczności również niektóre szczyty Gorców i Beskidu Wyspowego. Po północnej stronie widoczna jest głęboka dolina Kocierzanki i wznoszący się nad nią grzbiet ze szczytami Kocierz, Potrójna i Przełęczą Kocierską, oraz wyłaniającą się za nim Jawornicę. Po zejściu około 50 m na południową stronę szosą odsłaniają się ponadto widoki na Beskid Śląski. W dole widoczne jest Pasmo Pewelskie (Czeretniki).
Grzbietem Ścieszków Gronia we wschodnim kierunku, przez całą długość Pasma Łysiny prowadzi znakowany szlak turystyczny. W rejonie szczytu znajdują się także inne atrakcje turystyczne. Jest tutaj grupa skał zwana Zamczyskiem, a w nim Jaskinia Lodowa. Jest to najniżej w Polsce położona jaskinia, w której w okresie letnim występuje lód. Pionowe ściany skalne Zamczyska są atrakcyjne dla wspinaczy skalnych. Jest w nich kilkanaście dróg wspinaczkowych, a trzy ściany posiadają stałe zabezpieczenia (przeloty).
Szlaki turystyczne
 Kocierz Rychwałdzki – Ścieżków Groń – Pod Łysiną – Zamczyska – Przełęcz Płonna – Kucówki – Czarne Działy – Gibasówka – Gibasy – Przełęcz pod Madohorą – Madohora (Mlada Hora) – rozstaje Anuli – Smrekowica – rozdroże pod Smrekowicą – Suwory – Krzeszów